# Palpita vitrealis
Espèce
Synonymes
- Palpita unionalis (Hübner, 1796)
- Pyralis unionalis Hübner, 1796

Palpita vitrealis, la Pyrale du Jasmin, Pyrale de l'olivier, Pyrale irisée ou Pyrale hyaline est un insecte méditerranéen de l'ordre des lépidoptères.

## Description

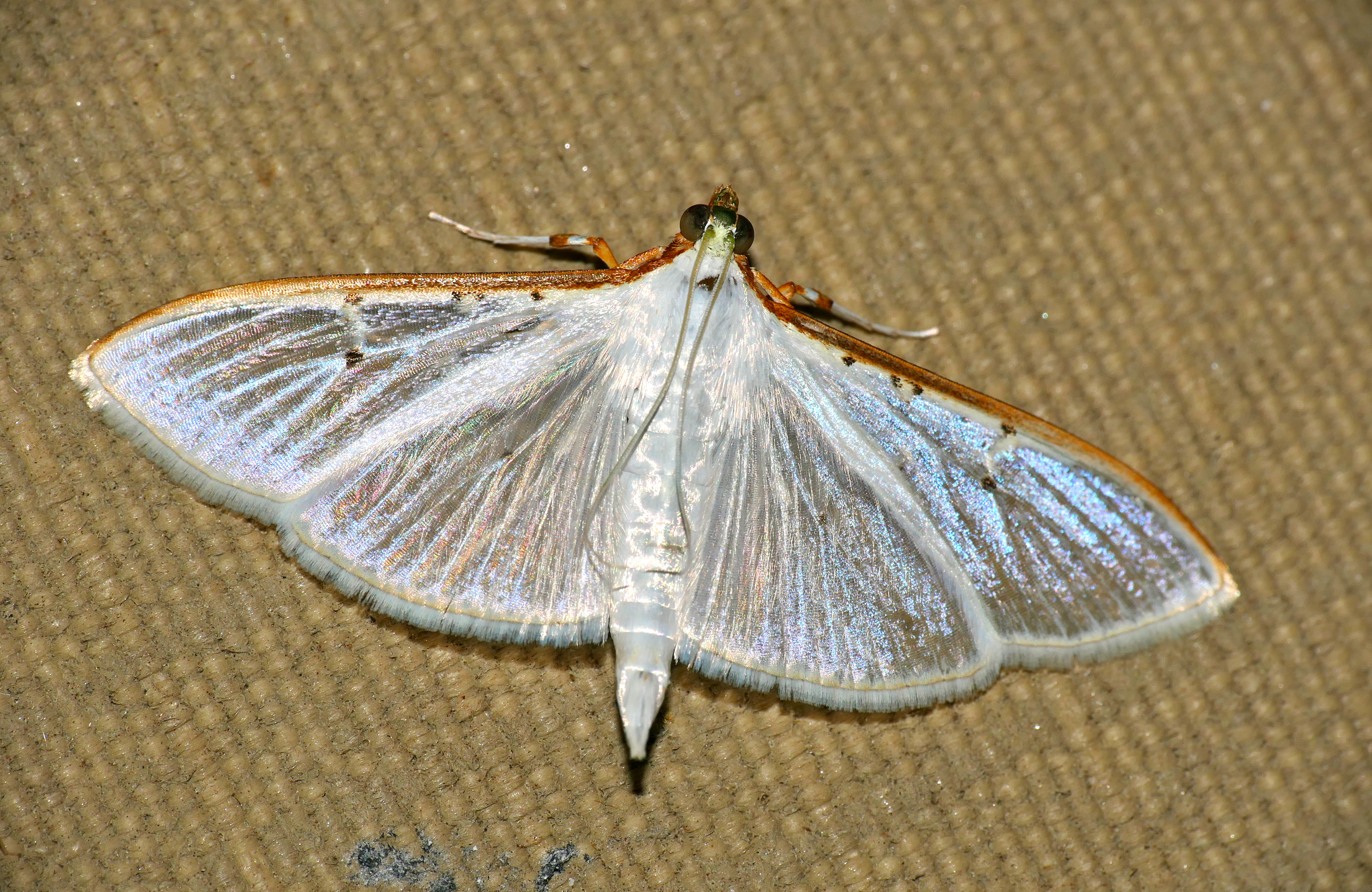
Palpita vitrealis (Parc national Kruger, Afrique du Sud)

L'imago mesure de 28 à 30 mm d'envergure. Il est de couleur dominante blanche avec le bord avant des ailes antérieures souligné de brun.

## Biologie
La chenille se nourrit essentiellement de Jasmin, Olivier, Arbousier...

## Synonymie
- Phalaena vitrealis Rossi, 1794 - protonyme
- Pyralis unionalis Hübner, 1796